# Аристон (Спарта)
Аристон (Ariston, Ἀρίστων), син на Агазиклей, е 14-ият от династията Еврипонтиди (Eurypontide) цар на Спарта ок. 560 пр.н.е. – 510 пр.н.е.
Аристон продължава заедно с Анаксандрид II, спартанският цар от династията на Агидите, войната против Тегея и двамата побеждават.
След него цар става син му Демарат.